# Trydymit

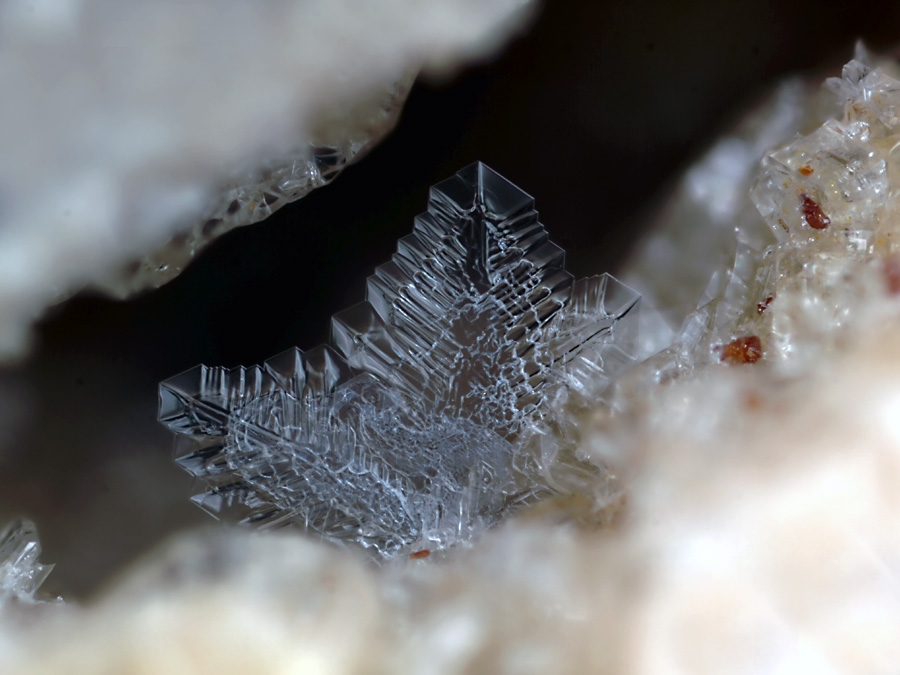
Kryształy trydymitu

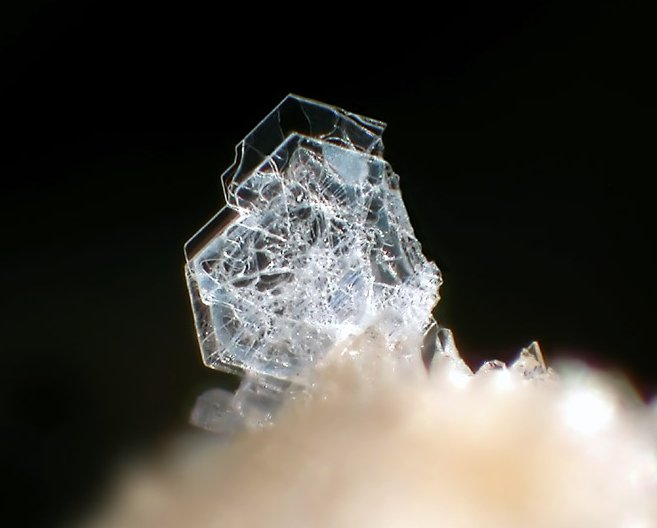
Kryształki trydymitu

Trydymit – minerał z gromady krzemianów. Nazwa pochodzi od gr. tridymos = potrójny; zawdzięcza swoją nazwę szczególnie częstemu występowaniu w formie trojaków, ale spotyka się również bliźniaki i zbliźniaczenia wielokrotne.

## Charakterystyka

### Właściwości
Małe kryształy występują w postaci cienkotabliczkowych i sześciobocznych kryształów, tworzą wachlarzowate lub koliste skupienia. Kryształy mikroskopijnej wielkości występują w postaci dachówkowatych skupień. Np. kryształy z rejonu Eifel (Niemcy) są czasem podobne do płatków śniegu.
Stanowi jedną z poliformicznych odmian dwutlenku krzemu. Jest kruchy, przezroczysty. Tworzy się w wysokich temperaturach (między 867–1470 °C). W temperaturze poniżej 867 °C zmienia swoją strukturę i zazwyczaj przechodzi w kwarc. Można otrzymać go sztucznie, w wymurówce pieca martenowskiego.

### Występowanie
W zagłębieniach młodych skał wulkanicznych (powstałych najwcześniej w trzeciorzędzie), także w druzach w tych skałach, razem z sanidynem, kwarcem, krystobalitem. Został także znaleziony w meteorytach kamiennych.
Miejsca występowania:
- Na świecie: Niemcy – w Siebengebirge, w Górach Eifel, Włochy – okolice Padwy. Monte Calvario (Etna), Francja – koło Puy-de-Dome, Mont Dore, Meksyk – w San Cristobal (znaleziony jako produkt dewitryfikacji szkliw naturalnych), USA.

- W Polsce: został stwierdzony w bazaltach w okolicach Góry Świętej Anny oraz w okolicach Strzegomia i w Pieninach.

### Zastosowanie
- interesuje naukowców – służy do określenia warunków tworzenia się skał,
- jest poszukiwany przez kolekcjonerów,
- używany do produkcji materiałów ognioodpornych (specjalnej porcelany),
- bywa wytwarzany syntetycznie.